# The Neon Lights Tour
El Neon Lights Tour es la sexta gira de conciertos oficial de Demi Lovato. La gira sirvió para la promoción de su cuarto álbum de estudio titulado Demi y publicado el 14 de mayo de 2013. Los conciertos tuvieron como teloneros a artistas como Cher Lloyd, Little Mix y Fifth Harmony, estas últimas exparticipantes de la edición 2012 de The X Factor. La gira fue anunciada por Lovato mediante su cuenta oficial de Facebook el 27 de septiembre de 2013. El tour terminó con ganancias totales de $16,800,000 con la primera etapa, con la siguiente etapa con el "Demi World Tour" se pudo lograr una estimación neta de $35.890.000

## Antecedentes

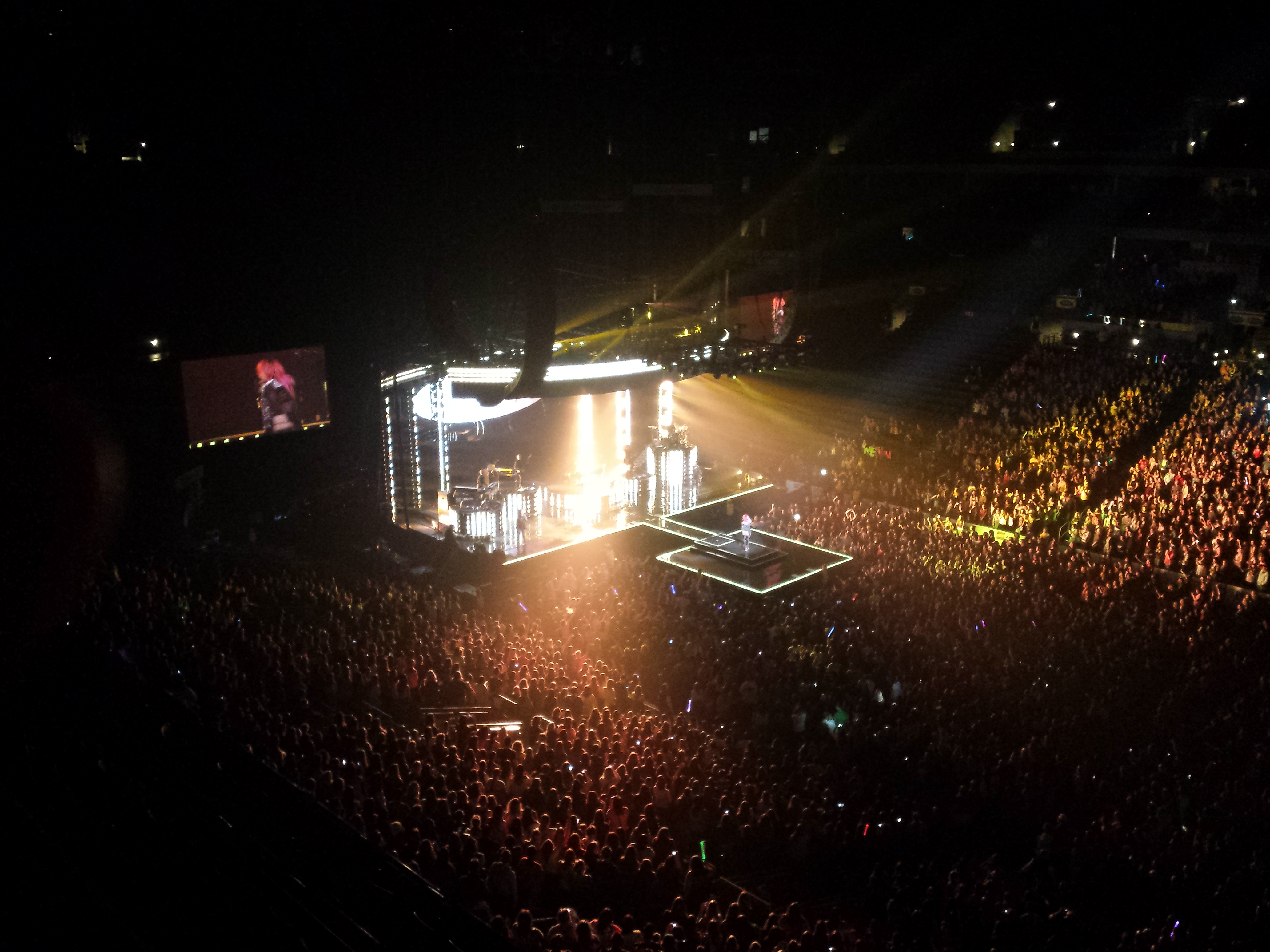
Lovato en concierto por USA.

El 27 de septiembre de 2013, un video fue publicado en la página oficial de Lovato en Facebook con las palabras "Neon Lights" (Luces de Neón), y al final del video especificaba "Sunday 6PM EDT", (Domingo, 18:00, horario del Este). El domingo siguiente, el "Neon Lights Tour" fue anunciado junto con las fechas para Estados Unidos. La gira fue nombrada así por el tercer sencillo de su cuarto álbum, «Neon Lights». Fifth Harmony, Little Mix y Cher Lloyd serán las teloneras de sus espectáculos. Las entradas han estado en venta desde el 5 de octubre de 2013. 
Durante la temporada final de The X Factor 2013, Lovato anunció sus planes de dejar el programa, para enfocarse en la música y en su gira en 2014. Cuando se le preguntó por sus planes para la gira, Lovato dijo: «Será un show que nunca he hecho antes, tengo mucha emoción. Mis otros shows estuvieron enfocados solo en la música, pero esta vez quiero que sea sobre el poder femenino, quiero que sea una gran fiesta en la cual todos se diviertan y que sea una increíble experiencia». En otra entrevista, Lovato aclaró que ha estado trabajando con su amigo Nick Jonas en el show, y dijo; «Él me está ayudando a crear el show para mi gira del próximo año, hoy estuvimos hablando sobre el diseño y la música y cómo podemos hacer mi show realmente increíble y hacer algo que nunca he hecho antes.»

## Teloneros
- Fifth Harmony: Desde el 9 de febrero hasta el 30 de mayo.
- Cher Lloyd: Desde el 20 de marzo hasta el 30 de marzo.[5]
- The Rosso Sisters: Desde el 22 de abril hasta el 17 de mayo.
- Fabian Manuk: El 6 de mayo.

| Setlist: The Rosso Sisters |
| --- |
| 1. «I Like Boys» 2. «Mamacita» 3. «We Don't Care About That Anyway» 4. «See You Smile» 5. «Hola Hola» 6. «Wasteland» En México se cantó de la siguiente manera: 1 Like Boys, 2 Mamacita, 3 We Dont Care About that Anyway, 4 See you Smile, 5 Single Bilingual & Ready to Mingle (Solo en Monterrey) , 6 Wasteland, 7 Hola Hola. |

| Setlist: Little Mix |
| --- |
| 1. «Salute» 2. «Move» 3. «DNA» 4. «No Scrubs» 5. «Bootylicious» 6. «Don't Let Go» 7. «How Ya' Doin» 8. «Word Up» 9. «Wings» |

| Setlist: Fifth Harmony |
| --- |
| 1. «Me & My Girls» 2. «Better Together» 3. «Leave My Heart Out of This» 4. «Independent Woman» (Cover de Destiny's Child) 5. «Don't Wanna Dance Alone» 6. «Miss Movin' On» |

| Setlist: Cher Lloyd                                                                                      |
| --- |
| 1. «Dirty Love» 2. «Sirens» 3. «I Wish» 4. «Oath» 5. «With Ur Love» 6. «Want U Back» 7. «Swagger Jagger» |

## Repertorio
1. «Heart Attack»
2. «Remember December»
3. «Fire Starter»
4. «The Middle»
5. «Really Don't Care»

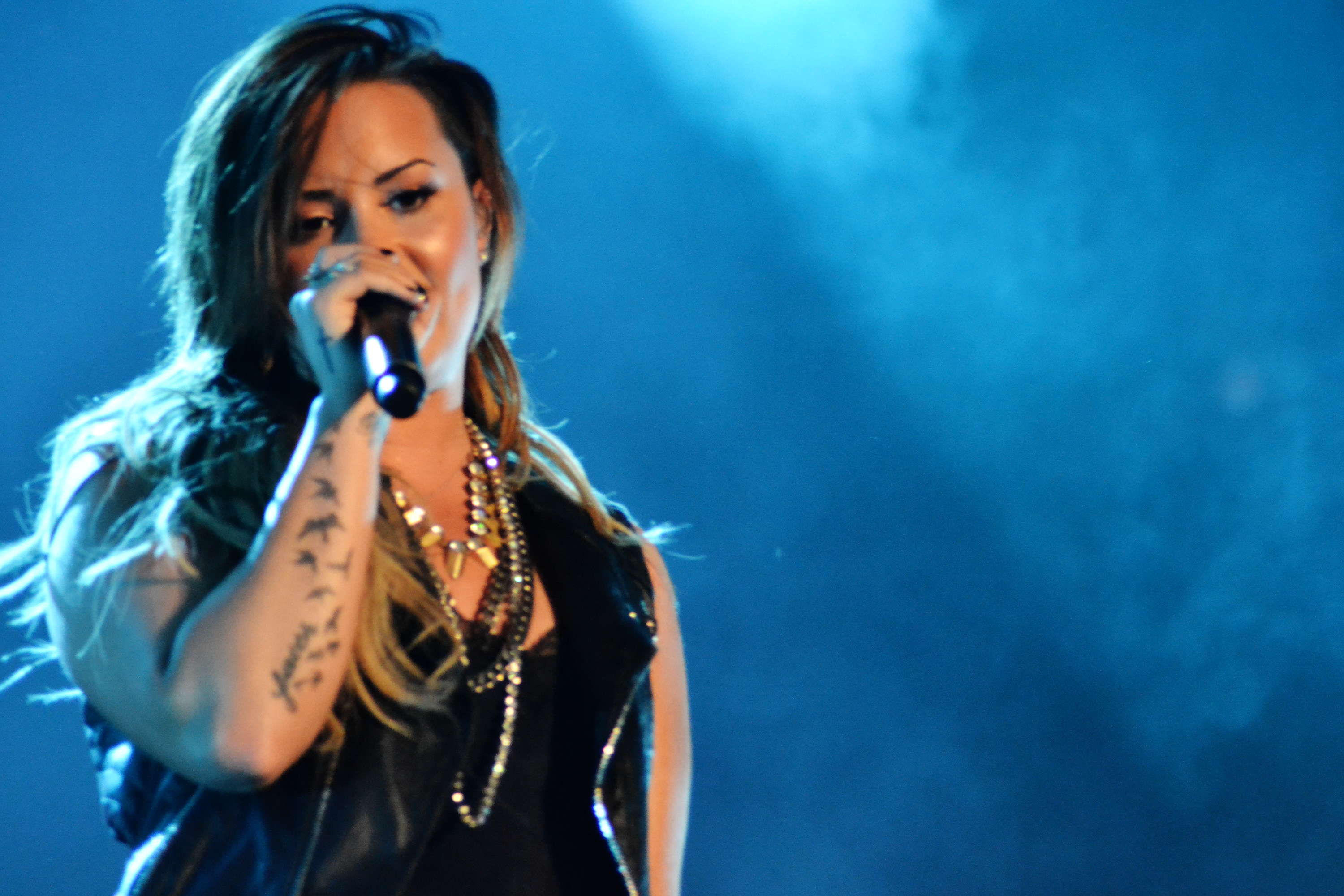
Demi Lovato durante el The Neon Lights Tour en Belo Horizonte

6. «Stop The World» (Con Nick Jonas únicamente en shows selectos) (Solo en América del Norte)
7. «Catch Me»
8. «Here We Go Again»
9. «Made in the USA»
10. «Nightingale»
11. «Two Pieces»
12. «Warrior»
13. «Let it Go»
14. «Don't Forget»
15. «Throwback» (Interludio con clips de Get Back, La La Land, This is Me, y Here We Go Again)
16. «Got Dynamite»
17. «Unbroken»
18. «Neon Lights»

Encore
1. «Skyscraper»
2. «Give Your Heart a Break»

Notas:
- En Glendale, Arizona, Lovato no interpretó «Stop The World», «Catch Me», «Here We Go Again», y «Made in the USA».

## Fechas
| Fecha                 | Ciudad            | País           | Lugar                             | Entradas                | Ingresos     |
| --------------------- | ----------------- | -------------- | --------------------------------- | ----------------------- | ------------ |
| América del Norte     |                   |                |                                   |                         |              |
| 9 de febrero de 2014  | Vancouver         | Canadá         | Rogers Arena                      | 11,563 / 11, 563 (100%) | $ 674,390    |
| 10 de febrero de 2014 | San José          | Estados Unidos | SAP Center                        | 15,443 / 15,433 (100%)  | $ 1,004,647  |
| 13 de febrero de 2014 | Anaheim           | Estados Unidos | Honda Center                      | 16,538 / 16,538 (100%)  | $ 1,254,290  |
| 15 de febrero de 2014 | Glendale          | Estados Unidos | Gila River Arena                  | 10,861 / 11,247 (97%)   | $422,795     |
| 17 de febrero de 2014 | Grand Prairie     | Estados Unidos | Verizon Theatre at Grand Prairie  |                         |              |
| 19 de febrero de 2014 | Houston           | Estados Unidos | Toyota Center                     | 11,349 / 11,349 (100%)  | $716,972     |
| 21 de febrero de 2014 | Atlanta           | Estados Unidos | Philips Arena                     | 13,813 / 13,813 (100%)  | $900,275     |
| 23 de febrero de 2014 | Charlotte         | Estados Unidos | Time Warner Cable Arena           | 15,274 / 15,274 (100%)  | $963,204     |
| 25 de febrero de 2014 | Sunrise           | Estados Unidos | BB&T Center                       |                         |              |
| 26 de febrero de 2014 | Tampa             | Estados Unidos | Tampa Bay Times Forum             |                         |              |
| 1 de marzo de 2014    | Camden            | Estados Unidos | Susquehanna Bank Center           | 14,316 / 14,316 (100%)  | $862,916     |
| 2 de marzo de 2014    | Fairfax           | Estados Unidos | Patriot Center                    | 8,123 / 8,525 (96%)     | $457,973     |
| 4 de marzo de 2014    | Bethlehem         | Estados Unidos | Sands Event Center                |                         |              |
| 6 de marzo de 2014    | Worcester         | Estados Unidos | DCU Center                        | 10,037 / 10,676 (96%)   | $621,463     |
| 7 de marzo de 2014    | East Rutherford   | Estados Unidos | Izod Center                       | 16,290 / 16,290 (100%)  | $ 1,139,332  |
| 8 de marzo de 2014    | Wallingford       | Estados Unidos | Oakdale Theater                   |                         |              |
| 9 de marzo de 2014    | Wallingford       | Estados Unidos | Oakdale Theater                   |                         |              |
| 11 de marzo de 2014   | Uniondale         | Estados Unidos | Nassau Veterans Memorial Coliseum | 11,272 / 11,272 (100%)  | $537,637     |
| 13 de marzo de 2014   | Auburn Hills      | Estados Unidos | The Palace of Auburn Hills        | 13,193 / 13,193 (100%)  | $926,596     |
| 14 de marzo de 2014   | Rosemont          | Estados Unidos | Allstate Arena                    | 15,422 / 15,422 (100%)  | $ 1,064, 274 |
| 16 de marzo de 2014   | Omaha             | Estados Unidos | CenturyLink Center Omaha          |                         |              |
| 18 de marzo de 2014   | Saint Paul        | Estados Unidos | Xcel Energy Center                | 12,571 / 12,571 (100%)  | $ 854,277    |
| 20 de marzo de 2014   | Saint Louis       | Estados Unidos | Scottrade Center                  |                         |              |
| 22 de marzo de 2014   | Columbus          | Estados Unidos | Nationwide Arena                  | 16,744 / 16,744 (100%)  | $1,241,966   |
| 23 de marzo de 2014   | Grand Rapids      | Estados Unidos | Van Andel Arena                   | 10,072 / 10,342 (97%)   | $564,360     |
| 26 de marzo de 2014   | Toronto           | Canadá         | Air Canada Centre                 | 14,085 / 14,085 (100%)  | $975,655     |
| 27 de marzo de 2014   | Cleveland         | Estados Unidos | Quicken Loans Arena               |                         |              |
| 29 de marzo de 2014   | Nashville         | Estados Unidos | Bridgestone Arena                 | 17,256 / 17,256 (100%)  | $1,552,432   |
| 30 de marzo de 2014   | Indianápolis      | Estados Unidos | Bankers Life Fieldhouse           |                         |              |
| América del Sur       |                   |                |                                   |                         |              |
| 22 de abril de 2014   | São Paulo         | Brasil         | Citibank Hall                     | 20,125 / 20,125 (100%)  | $1,472,530   |
| 24 de abril de 2014   | São Paulo         | Brasil         | Citibank Hall                     | 20,125 / 20,125 (100%)  | $1,472,530   |
| 25 de abril de 2014   | São Paulo         | Brasil         | Citibank Hall                     | 20,125 / 20,125 (100%)  | $1,472,530   |
| 27 de abril de 2014   | Río de Janeiro    | Brasil         | Citibank Hall                     | 15,911 / 16,382 (97%)   | $1,104,220   |
| 28 de abril de 2014   | Río de Janeiro    | Brasil         | Citibank Hall                     | 15,911 / 16,382 (97%)   | $1,104,220   |
| 30 de abril de 2014   | Brasilia          | Brasil         | Espaço Brasilia                   | 8,733 / 8,733 (100%)    | $556,132     |
| 1 de mayo de 2014     | Belo Horizonte    | Brasil         | Chevrolet Hall                    | 6,693 / 6,905 (96%)     | $448,350     |
| 3 de mayo de 2014     | Porto Alegre      | Brasil         | Pepsi On Stage                    | 15,231 / 15,231 (100%)  | $801,067     |
| 6 de mayo de 2014     | Buenos Aires      | Argentina      | Luna Park                         | 9,758 / 9,758 (100%)    | $736,690     |
| 8 de mayo de 2014     | Santiago de Chile | Chile          | Movistar Arena                    | 12,640 / 12,640 (100%)  | $944,697     |
| 10 de mayo de 2014    | Guayaquil         | Ecuador        | Explanada del Palacio de Cristal  |                         |              |
| América del Norte     |                   |                |                                   |                         |              |
| 16 de mayo de 2014    | México, D. F.     | México         | Arena Ciudad de México            | 11,744 / 11,744 (100%)  | $821,763     |
| 17 de mayo de 2014    | Monterrey         | México         | Arena Monterrey                   | 13,552 / 13,552 (100%)  | $937,661     |
| Europa                |                   |                |                                   |                         |              |
| 1 de junio de 2014    | Londres           | Inglaterra     | KOKO                              |                         |              |
| América del Norte     |                   |                |                                   |                         |              |
| 16 de junio de 2014   | Los Ángeles       | Estados Unidos | Hollywood Bowl                    |                         |              |

### Cancelados
| Fecha              | Ciudad              | País      | Lugar                      | Motivo                    |
| ------------------ | ------------------- | --------- | -------------------------- | ------------------------- |
| 12 de mayo de 2014 | Ciudad de Panamá    | Panamá    | Figali Convention Center   | Conflictos de producción. |
| 14 de mayo de 2014 | Ciudad de Guatemala | Guatemala | Domo Polideportivo Zona 13 | Conflictos de producción. |